# Herbert Müller (Fußballspieler, 1926)
Herbert Müller (* 22. Januar 1926) war ein Fußballspieler aus der DDR.

## Sportlicher Werdegang

### BSG Motor Dessau
Müller begann seine fußballerische Karriere bei der BSG Motor Dessau. Dort kam er am 3. Dezember 1950 im Stadion am Schillerpark (16. Spieltag der DDR-Fußball-Oberliga 1950/51) gegen die SG Volkspolizei Dresden (2:1) zu seinem ersten Einsatz in der höchsten Spielklasse der DDR. Mit Dessau landete er in den Abschlussplatzierungen der folgenden Jahre jeweils im gesicherten Mittelfeld der Oberliga. Aufgrund der schlechteren Torquote gegenüber den punktgleichen Mannschaften der BSG Lokomotive Stendal und der BSG Einheit Ost Leipzig, musste Müller zum Ende der Saison 1953/54 den Abstieg in die DDR-Liga hinnehmen und verließ Motor Dessau in Richtung Karl-Marx-Stadt (Chemnitz) zur dortigen BSG Motor West Karl-Marx-Stadt, die als Aufsteiger ebenfalls zweitklassig wurden.

### BSG Motor West Karl-Marx-Stadt, Leihe zur BSG Empor Lauter
Die Verantwortlichen der BSG Motor West Karl-Marx-Stadt verliehen Müller für ein Gastspiel am 24. Oktober 1954 an den Erstligisten BSG Empor Lauter, die am 8. Spieltag der Saison 1954/55 Rotation Babelsberg (1:0) zu Gast hatten. Empor Lauter seinerseits sollte aufgrund einer Idee von Harry Tisch nach Rostock umsiedeln. Der Bezirksparteichef Rostocks, Karl Mewis, und der für Sport zuständige 2. Sekretär der SED-Kreisleitung Rostock-Stadt, Karl Zylla, waren nach zuvor erfolgter Absegnung der Führungsgremien der SED, des Fußballverbandes der DDR und der zuständigen Leitung im Bezirk Karl-Marx-Stadt, für die Umsiedlung der Mannschaft von Empor Lauter nach Rostock, welche nach dem Spiel der Lauterer gegen Babelsberg Ende Oktober 1954 seine Umsetzung erfuhr, zuständig. Nicht alle Spieler von Empor Lauter folgten den Versprechungen der Funktionäre, mehr Geld, eine neue Wohnung und eine berufliche Perspektive in Rostock zu erhalten, wenn sie denn an die Küste zum SC Empor Rostock wechseln. Nur zwölf Spieler fanden sich in der Stadt an der Warnow ein. Zu wenige Akteure für das zu absolvierende Pensum einer Oberligamannschaft.

### SC Empor Rostock
Herbert Müller, damals schon Direktor in einem Werk in Meißen, ließ sich überreden, wenigstens anfangs mit nach Rostock zu wechseln, um dort auszuhelfen. In der Folge seiner Einwilligung wurde er Teil jener Mannschaft, die am 14. November 1954 unter Empor-Trainer Oswald Pfau erstmals im Ostseestadion für den SC Empor Rostock, 0:0 gegen Chemie Karl-Marx-Stadt, auflief. Müller stand auch in der 3. Runde im FDGB-Pokal gegen Empor Wurzen (4:1) auf dem Platz und war somit am ersten Pflichtspielsieg des neuen Clubs aus dem Bezirk Rostock beteiligt. Nachdem Empor in der Oberliga bis  einschließlich des 15. Spieltags kein einziges Punktspiel gewinnen konnte und lediglich ein Unentschieden einfuhr, somit in der Tabelle vom ersten auf den zwölften Platz abfiel und sich in Abstiegsgefahr begab – Müller bestritt bis dorthin sieben von acht Punktspiele für Rostock –, folgte am 16. Spieltag der Oberliga-Saison 1954/55 gegen die BSG Motor Zwickau (3:0) der erste Oberliga-Sieg in der noch jungen Vereinshistorie, an dem er nach seiner Einwechslung für Franz Bialas ab der 55. Spielminute seinen Anteil hatte.
Für die Heimspiele wurde Müller eigens mit dem Auto von seinem Wohnort Meißen abgeholt, nach Rostock und wieder zurückgefahren, für die Auswärtsspiele, die ohnehin fast alle im Süden der Republik stattfanden, nahm er den Zug. Da ihn seine beruflichen Pflichten stark beanspruchten, endete sein Engagement bei Empor nach Ablauf der Saison, in der er insgesamt neun Einsätze in der Oberliga und eins im FDGB-Pokal für die Ostseestädter bestritt.

## Persönliches
Müller studierte mindestens ab dem Jahr 1954 in Freiberg. Sein Studium in 1955 in Rostock fortzuführen, war seinerzeit nicht möglich.